# アンリ＝ポール・アノタン
アンリ＝ポール・アノタン（Henri-paul Hannotin）は、フランスの建築家。
1862年生まれ。ボザールではコカールのアトリエで修行をする。1908年にはアミアンの劇場建築設計競技で首席になる。兄テオドールとともに建築の道を歩み、1888年にはリールのシナゴーグを手がけた。